# Le Dernier Été de la raison
Le Dernier Été de la raison est un roman de l'écrivain algérien Tahar Djaout publié à titre posthume en juin 1999 en France par les éditions du Seuil.
Dans le contexte d’une Algérie post-coloniale déchirée par la guerre civile, Djaout décrit, à travers les yeux de Boualem Yekker, un libraire cultivé, une société algérienne fictive qui, dans tous ses volets, se tourne vers une dictature islamique.
Au-delà du ressenti personnel du personnage de Boualem, Djaout prend parti dans le conflit et décrit ce que pourrait devenir son pays si les groupes islamiques contre lesquels il s'oppose (GIA et AIS) mettaient leurs projets d’État islamique à exécution.
Cependant son message atteint également une dimension plus universelle en critiquant, de façon générale, l'obscurantisme, l'autoritarisme, et l'absence de liberté. Tahar Djaout, journaliste très engagé, est assassiné en juin 1993 dans des circonstances très floues, mais voit son œuvre littéraire, dont Le Dernier Été de la raison, reconnue a posteriori.

## Contextualisation

### Contexte historique: la guerre civile algérienne
Ce roman a vraisemblablement été écrit entre 1991 et 1993, c'est-à-dire au début de la Guerre civile algérienne, qui coûtera la vie à Tahar Djaout en 1993. Cette guerre civile commence en 1991, dans le contexte d'une Algérie post-coloniale déstabilisée par son indépendance sanglante, avec pour point de départ les élections municipales 1990 qui permettent au FIS d'obtenir 55% des mairies dont celle d'Alger.
Mais ce qui marque le début des troubles sont les élections législatives de décembre 1991. En effet, ces élections sont marquées par une nette victoire du Front Islamique du Salut au premier tour, ou FIS, et un net rejet du FLN par la population, parti qui est le seul autorisé depuis l’indépendance. 
De peur de se voir perdre le pouvoir, le gouvernement décide d'annuler le deuxième tour des élections. Décision qui conduit à la guerre civile. Les membres du FIS s'en prennent aux civils, à ceux qui soutiennent le régime. Cette perte du pouvoir par le FLN peut être expliquée par son incapacité à mettre en place un État moderne, à l'issue de la guerre contre la France. À noter que l'Algérie traverse à cette époque une crise économique importante due à la baisse des cours des hydrocarbures. En effet, le pétrole représente 98 % des exportations et 43 % des ressources de l’État. Les islamistes profitent de la faillite du pays pour investir le plan social et distribuer des marchandises dans les mosquées. Il est difficile de caractériser cette guerre, qui consiste en une opposition entre différentes entités : 
- L'AIS ou Armée Islamique du Salut, seul groupe à peu près organisé pendant cette guerre, bras armé du FIS ;
- Les GIA, Groupes Islamiques Armés, groupes indépendants les uns des autres en termes d'idéologie, d'organisation et de mode d'action[7].

(Ces groupes sont tous les deux islamiques et antidémocratiques mais ils sont en concurrence pour le pouvoir.)
- Le gouvernement aux mains des héritiers du FLN.

Cette guerre se trouve être à la fois une lutte pour le pouvoir, mais aussi ce qui s'approche d'une guerre civilisationnelle (à noter que ça n'est pas une guerre de religion, dans la mesure où 98% des algériens sont musulmans). Elle mélange des enjeux économiques, sociétaux, et religieux également, dans la mesure où ces différents groupes cherchent chacun à mettre en place un modèle de théocratie spécifique. Selon un discours du président algérien Abdelaziz Bouteflika, en 1999, ce conflit aurait été à l'origine de 100 000 décès. Cette guerre est caractérisée par un manque de communication entre l'Algérie et le reste du monde, et le fait que personne ne parle de ce qui s'y passe. Les premiers à en pâtir sont les civils.

### Contexte littéraire
L'indépendance algérienne et ses combats font émerger une littérature algérienne plus engagée et militante. Si elle s’est bien souvent opposée à la domination de la France, elle n’en reste pas moins l’héritière de la culture littéraire du pays colonisateur.
Au début des années 1990, après le sursaut démocratique lié aux dramatiques évènements d'octobre 1988, la littérature algérienne promet de s’émanciper de l’influence française et de devenir plus libertaire et universelle. Pourtant, la guerre civile, qui met sur le devant de la scène un discours idéologique totalitaire, pousse les piliers littéraires du pays à l'exil et, en ce sens, freine les espoirs d'une indépendance intellectuelle.
En effet, dans la dernière dizaine d'années du XXe siècle, les écrivains algériens vivent en majorité en France afin d'écrire loin des troubles. C'est alors sous le joug des maisons d'édition occidentales, qui sont particulièrement préoccupées par la loi du marché, que les auteurs signent leurs œuvres bien souvent soumises à des concessions voire des restrictions. Cette marginalisation empêche l'émergence d'un Art littéraire algérien propre.
Toutefois, malgré des contraintes liée à l'édition, la transcription de la réalité algérienne reste réaliste et lucide. Elle permet de solidement dénoncer la situation algérienne et cette société de plus en plus tournée vers l’islamisme.
Le contexte politique des années 1980-1990 a encouragé l'évolution de la littérature algérienne et l’émergence d'une nouvelle génération de journalistes et d'écrivains, souvent engagés. La littérature est notamment utilisée comme un moyen de témoigner de la réalité politique de l'Algérie, dénoncer les problèmes qui touchent la société, et apporter une réflexion sur ses dysfonctionnements. Les œuvres issues de cette émulation sont plus ou moins abruptes ; certaines sont de claires dénonciations quand d'autres sont plus douces et consistent en un simple témoignage. 
Dans le même temps, la violence qui se déploie en Algérie entraîne la littérature nationale vers un style plus moderne, dont la construction se veut plus en rupture avec la tradition. Le style de Tahar Djaout en est un très bel exemple, en alliant modernité stylistique et engagement littéraire.

#### Tahar Djaout

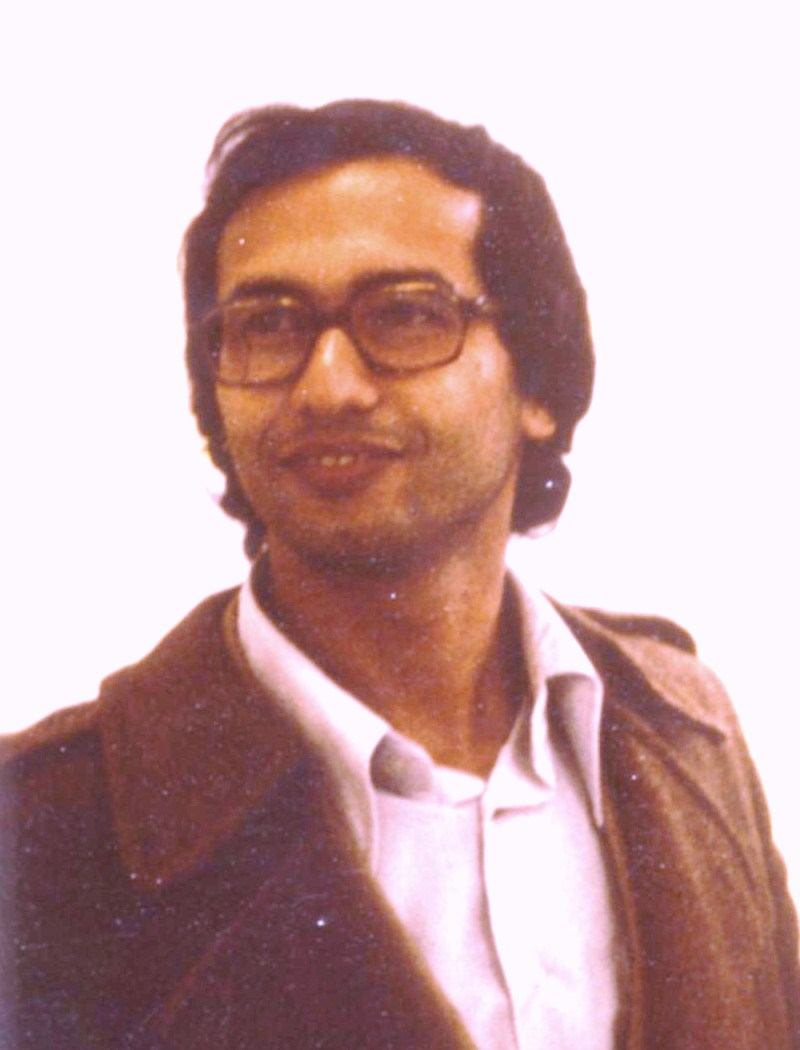
Tahar Djaout en 1980

L'auteur semble envisager ses œuvres dans une continuité, comme des épisodes qui se suivent. Il décrit tout le processus qui mène à l'Algérie vers l'islamisme. A posteriori, Le Dernier Été de la raison est considéré comme l'aboutissement de l’État policier qu'il décrit déjà en 1991 dans Les Vigiles. Le lecteur passe alors des Vigiles aux Frères Vigilants.
En tant qu'œuvre posthume, le Dernier Été de la raison est considéré comme l'ultime témoignage de Tahar Djaout et même comme son testament littéraire.

## Le roman

### Résumé
Boualem Yekker, libraire algérien d’une cinquantaine d'années, fait face à une Algérie tombée aux mains d'un mouvement islamiste radical. Avatar du monde des lettrés, Boualem devient la cible de ceux conquis par l’idéologie salafiste. Le récit ne cesse alors d’opposer l’homme de raison, éclairé aux Frères Vigilants et leurs soutiens, lesquels rejettent le savoir s'il n'est pas de fondement divin. La télévision, ses voisins et même sa famille tombent sous le joug des radicaux. De plus en plus seul, Boualem entame une réelle introspection. Il évoque ses rêves, bien souvent des cauchemars dans lesquels ses proches deviennent ses ennemis, revient sur son passé avec un ton toujours teinté de nostalgie. Il compare alors sa vie d'avant faite de liberté et de savoir à celle actuelle, morose et sombre. Son récit est caractérisé par un contraste, un dualisme permanent : le libraire ne cesse d'opposer les éléments, les époques et les personnes. Il se livre alors à de véritables descriptions de son environnement passé et présent. Aussi il fait part de son amour de la lecture, de ses auteurs favoris particulièrement décriés par les islamistes. Il est en butte à des menaces de mort, des jets de pierre en l'occurrence d’enfants acquis à la Cause et doit aussi faire face aux prédicateurs, dictateurs de la pensée.
Boualem Yekker finit sa vie seul. Sa famille lui a été confisquée par l'idéologie salafiste ainsi que ses livres brûlés par les radicaux.

### Structure
Le roman est constitué d’une sorte de prologue et de quinze chapitres, dont les titres sont à chaque fois issus du corps du chapitre.  
- Le prologue est une prédication de l’un des Frères Vigilants et qui évoque les grands thèmes qui seront repris dans l’ouvrage ainsi que l’état d’esprit du nouveau régime[36].
- Les chapitres 1 et 2 consistent en une description de la dictature religieuse sous laquelle vit le personnage principal, Boualem Yekker, et du mode de vie sous cette dernière. Ils s'intitulent « à quand le tremblement » et « l'été où le temps s'arrêta »[21].
- Le chapitre 3 suit l’évocation des souvenirs de Boualem Yekker et notamment du moment du début du régime autoritaire des Frères Vigilants, vu comme une rupture, un été, qui explique le titre du roman, Le Dernier Été de la raison[37].
- Lors du chapitre 4, intitulé « le pèlerin des temps nouveaux », Boualem Yekker rencontre  d'un jeune homme très fervent qui critique sa tiédeur religieuse[38].
- Lors du chapitre 5, intitulé « Le Bien dont le Très-Haut a fixé la substance » , des enfants jettent des pierres à Boualem Yekker[33].
- Le chapitre 6 voit l'arrestation et le jugement de Boualem Yekker, qui finit par tuer son fils, qui est parmi ceux qui l’accusent, avant de se réveiller et de comprendre qu'il s'agit d'un cauchemar. Il s'intitule « Le tribunal nocturne »[28].
- Le chapitre 7, intitulé « Le texte ligoteur » , permet au narrateur d'évoquer des souvenirs d'école de Boualem Yekker, et son caractère. Il se montre ici très indépendant et critique, traits qui le caractérisent tout au long de l'ouvrage[39].
- Lors du chapitre 8, la pensée de Boualem Yekker vis-à-vis de la femme et du couple est développée. Il s'intitule « L'avenir est une porte close »[40].
- Le chapitre 9, intitulé « Le message ravalé », consiste en une lettre, qui décrit un univers coloré et enfantin, à sa fille que Boualem Yekker n'a jamais envoyée[27]. Fin avril 1993, Djaout publie dans Ruptures[41] « Petite fiction en forme de réalité », qui est un extrait largement allégé du ce chapitre dans lequel le libraire Boualem est nommé « le Rêveur ».
- Le chapitre 10 décrit un mouvement populaire en faveur du régime.  Il s'intitule « Pour elle nous vivrons, pour elle nous mourrons »[42].
- Le chapitre 11, intitulé « Les thérapeutes de l'esprit », raconte les débuts du régime et le rapport au savoir de ce dernier. Boualem Yekker est très critique envers son antirationalisme, la place qu'il donne aux femmes, et son contrôle de la société[43].
- Au cours du chapitre 12, intitulé « Il ne faut venir de nulle part », Boualem Yekker se montre nostalgique au sujet de sa famille[34].
- Le chapitre 13 commence par une lettre et une menace de mort par téléphone qui provoquent de la peur chez Boualem Yekker. Il s'intitule « Le justicier inconnu »[44].
- Au début du chapitre 14, Boualem Yekker découvre sa librairie fermée par la régime. Sa pensée dévie ensuite sur une évocation de sa jeunesse puis une réflexion globale sur la vie, et l'importance des livres dans celle de Boualem Yekker. Le chapitre s'intitule « Nés pour avoir un corps »[45].
- Finalement, le chapitre 15, intitulé « La mort fait-elle du bruit en s'avancant ? », suit la pensée de Boualem Yekker tandis qu'il contemple sa ville. Il envisage de quitter son pays, pensée qui est suivie par une réflexion sur la mort et par un retour sur sa vie, de façon générale, des réflexions sur le temps qui passe[29].

### Cadre géographique
Le roman semble se dérouler dans la ville d'Alger, capitale de l'Algérie, que le personnage principal Boualem Yekker décrit dans le dernier chapitre du roman. Cependant, même si la ville d'Alger et l'ambiance des années 1990 sont clairement reconnaissables, l'auteur a tenu à  ne pas mettre de mots précis sur le cadre de l'ouvrage, afin de rendre le récit beaucoup plus universel.

### Personnages
De façon générale, il y a assez peu de personnages, le roman est construit sur une opposition entre Boualem Yekker, qui est au centre du roman, et les Frères Vigilants ou FV. Les autres personnages ne font que graviter autour de ces deux entités et se placer dans l'un des deux camps. Ils restent très secondaires.

#### Boualem Yekker
Le personnage principal est un libraire, il aime les livres et est un personnage cultivé (« il a lu un millier de livres ou plus »). Ses parents, desquels il ne garde pas un grand souvenir, sont morts tous les deux; il lui reste un grand frère avec lequel il n’est plus trop en contact.
Il vit seul car les membres de sa  famille) l'ont quitté car ils ne voulaient pas pâtir de son rejet du régime. Il a presque cinquante ans, vit dans la même ville depuis toujours, probablement Alger. Il est de caractère assez dynamique (il est matinal) mais aussi très nostalgique et silencieux, voire solitaire.
C’est un personnage très critique envers le régime, qui tient à son indépendance d’esprit, ce qui lui vaut tout au long du roman des critiques, voire des jets de pierre. Il finit par voir sa librairie fermée par le régime et reçoit des menaces de mort.
Son nom de  « Yekker » , en kabyle, signifie  « celui qui s'éveille », ou « celui qui se lève », ce qui est assez représentatif de l'esprit que Tahar Djaout veut donner à son personnage, qui par ailleurs peut être vu comme une projection de ce dernier : même aspect intellectuel, même résistance face à un régime qui s'oppose aux libertés individuelles...

#### Les FV (frères vigilants)
Très présents dans le roman, ils représentent le régime auquel s'oppose, bien qu'implicite, Boualem Yekker. Ils font preuve d'une stricte observation des préceptes du nouveau régime et portent la barbe. Ils se constituent en milices et sont caractérisés par leur action, contrairement à celle de Boualem Yekker qui est individuelle ; ce sont les autres personnages principaux de l'œuvre de Tahar Djaout. Ils sont considérés par Boualem Yekker comme une menace.

#### Ali Elbouliga
Il est le seul ami de Boualem Yekker, il passe beaucoup de temps dans la librairie car lui aussi est considéré comme un paria par le régime (notamment parcequ'il "n'accomplit pas les cinq prières". C'est un personnage assez isolé, qui est méprisé par ses voisins. 
Avant que la musique ne soit interdite, il était joueur de mandoline dans un orchestre populaire, instrument qu’il aimait beaucoup qui lui avait été enseigné lorsqu'il était enfant, et qui lui manque. 
Physiquement, il est peu soigné et assez maigre, ses yeux sont verts, et il  est sujet aux tics nerveux.

#### Les enfants
Embrigadés par le régime, ce sont eux qui lancent des pierres sur Boualem Yekker. Ils représentent à ses yeux l'avenir du pays, ce qui l'inquiète grandement.

#### Soraya
Elle est la femme de Boualem Yekker. À la page 38, l'auteur s'attarde à la décrire physiquement : elle est couverte de noire par un tissu « austère  » qui ne laisse apparaître que ses yeux ceci pour symboliser le fait que Boualem ne reconnait plus moralement ni physiquement sa femme. Puis, elle est celle qui fait basculer Kenza et Kalem dans l'obscurantisme.

#### L'autostoppeur
Personnage qui n'apparaît que lors du chapitre 4, intitulé le « pèlerin des temps nouveau », est un jeune homme qui est convaincu que le régime est bon, le défend, et accuse voire menace Boualem Yekker lorsqu'il comprend que ce dernier n'est pas aussi enthousiaste que lui. Ce passage est intéressant car c'est le seul moment de l'ouvrage où il y a un dialogue entre les deux groupes du roman, Boualem Yekker et ceux qui s'opposent au régime, face au régime lui-même et à ceux qui suivent les idées des Frères Vigilants. Cependant, le personnage s'avère très vite fermé d'esprit et rigide dans ses positions. Il finit par menacer Boualem Yekker de la colère divine, ce qui clôt le débat « Crains Dieu, ô homme auquel ses cheveux blancs n'ont pas apporté la sagesse et le repentir. Le châtiment sera terrible et sans fin. ».

## Analyse littéraire

### Thèmes abordés
Le roman est construit sur un contraste permanent entre deux entités : la première constituée de Boualem Yekker, associé aux choses positives, et la seconde autour des Frères Vigilants, associés aux éléments plutôt négatifs. Cependant, au-delà de cette construction en opposition, l'un des thèmes qui transparait dans toute l'œuvre est celui de la peur. De même, la perception du temps qui passe est omniprésente, ainsi que d'autres thèmes tels la résistance, la religion, la famille ou encore la vie.

#### Les contrastes
Les deux groupes qui s'opposent dans le roman sont caractérisés par une opposition perpétuelle sur tous les points. Ces groupes sont les suivants : 
- Boualem Yekker, associé au jour[71], à la culture[72], à la beauté[73], à la liberté[74], à la vie, à l'amour, à la sensualité[32].
- De l'autre côté, le groupe des frères vigilants, caractérisé par son aspect collectif, est associé à la nuit[71], à la religion[72], à la soumission[74], à l'ignorance[75], à la laideur[76].

Il y a également une forte opposition entre le passé et le présent, le monde de l'enfance, associé à la joie et au rêve, qui s'oppose à la dureté du réel et du présent. On pourrait ainsi associer le groupe de Boualem Yekker au passé, et celui des Frères Vigilants, qui ont pris le pouvoir, au présent.

#### La peur
La peur est omniprésente dans l'ouvrage, de par le mot « peur » qui apparaît treize fois dans l'ouvrage, mais aussi par une ambiance globale. L'univers général du roman est marqué par l'aspect très contraignant et mortifère du régime.  
Cette peur est incarnée par la figure de Dieu telle que décrite par Djaout : elle représente le châtiment, et ce dès le prologue où l'usage de l'impératif alterné avec la sanction. Puis à partir du chapitre 1, ce sont les Frères Vigilants qui sont les auteurs de cette peur, qui est alors double, causée par Dieu et par eux. Les conséquences de cette peur se font sentir notamment chez Ali Elbouliga et Boualem Yekker qui se terrent dans la librairie, jusqu'à réellement paniquer à la fin du roman. Parmi le reste de la population, la peur semble diffuse mais acceptée et même cultivée, la figure de l'auto-stoppeur, qui sans être un Frère Vigilant a complètement intégré l'idée d'une crainte du châtiment et la partage autour de lui, en est un exemple.
Dans le roman, cinq passages sont particulièrement imprégnés par cette peur, mais de façon différente : quand un frère vigilant passe à côté de Boualem Yekker en moto, quand il décide de prendre l'autostoppeur dans sa voiture, quand il est agressé par des enfants, au moment de son cauchemar au "tribunal nocturne", et enfin lors de l'appel menaçant qui précède la fermeture de la librairie. À chaque fois, la peur est provoquée par le groupe des frères vigilants, et c'est Boualem Yekker qui la ressent. Elle prend plusieurs formes : la peur d'être accusé injustement, puis la peur d'être attaqué physiquement, voire de mourir : on assiste ici à une vraie montée en puissance de cette peur qui devient, juste avant la fin, omniprésente. Boualem Yekker est complètement submergé et en devient paranoïaque, jusqu'à ce qu'il passe au-delà de cette crainte, en lâchant complètement prise dans le dernier chapitre.

#### La résistance
Cependant cette peur ne paralyse pas Boualem Yekker qui la refuse, et défie même le régime. C'est un mouvement conscient de sa part, mais qui lui vaut de nombreuses représailles. Cependant il ne se laisse pas faire "Boualem Yekker était de ceux qui avaient décidé de résister, de ceux qui avaient pris conscience que lorsque les hordes d'en face auraient réussi à répandre la peur et à imposer le silence, elles auraient gagné".

#### La religion
Le roman se déroule dans une société dirigée par les « Frères Vigilants », c'est une dictature religieuse islamique. Celui qui dirige le pays est le "vizir de la réflexion", les juges sont des "imam-juges", autant de termes que Tahar Djaout invente mais qui pourraient être mis en place dans un régime du type de celui qu'il attaque ici. Il ne critique pas la religion en elle-même, mais les aspects autoritaires et fidéistes que peuvent avoir les croyants. 
Il reproche aussi à ce type de régime de faire preuve d'un refus systématique de la joie, de la musique, de la lumière, de la vie.
Il critique un système qui contrôle tous les aspects de la vie, à l'image du roman 1984 de Orwell avec lequel le monde créé par Djaout a des points communs, et qui impose sa façon de penser. Par exemple, il est interdit d'avoir dans sa voiture une roue de secours, afin d'obliger les gens à ne se fier qu'à Dieu.

#### La famille
Au début du livre, il y a une brève description de la famille de Boualem : Soraya (la mère), Kenza (la fille), Kamel (le fils) et Belka (la chienne). En premier lieu, l'auteur utilise le mot de « famille », dans un cadre apaisant et serein, pour signifier son unité. Unité qui s'effrite au fil de la lecture et de la croissance significative de l'islamisme qui gagne les consciences. Alors Soraya, Kenza et Kamel viennent s'opposer à lui. Les enfants se rangent du côté de la mère. Les personnages féminins se couvrent de noir, pour symboliser le fait que Boualem ne les reconnait plus. Elles n'ont plus d'identité à ses yeux. L'obscurantisme s'initie alors dans l'intimité de Boualem Yekker. Elle[Qui ?] pervertit ceux qui devraient être imprégnés de ses idéaux. La famille se brise. Kenza reproche alors à son père d'être « sourd à la voix de Dieu ». À noter que la fille de Tahar Djaout s'appelle aussi Kenza. En ce sens, peut-être l'auteur fait-il un parallèle entre sa propre vie et celle de Boualem ? D'autant plus que le chapitre 9 est une lettre dédiée à Kenza. L'auteur semble alors emprunter les personnages de son romain pour raconter son histoire et en l’occurrence, ses rapports avec sa fille.  
Kamel, quant à lui, sous la pression de l'école et du quartier, rejoint le troupeau. Il rejette alors son père. Dans le chapitre 6, Boualem en vient même à tuer son fils, ce qui permet de montrer la rupture des liens familiaux, paternels. Le lecteur assiste à l'éclatement de la famille.

#### La littérature
Boualem Yekker est un libraire. Le livre, l'objet, ainsi que les écrivains sont donc très prégnants dans le récit. L'auteur va même jusqu'à énumérer les romanciers à deux reprises dans l'ouvrage. La littérature est ce à quoi se raccroche le protagoniste pour fuir la réalité de l'obscurantisme. Mais au fil de la lecture, les livres perdent de leur puissance symbolique, de leur vertu apaisante et de leur rôle pédagogique. C'est pourquoi Boualem se réfugie dans son passé. Il n'a plus que sa mémoire comme seule échappatoire. Finalement, la librairie de Boualem, espace consacré aux livres qui symbolise la liberté de penser mais aussi la paix, est fermée par le régime, alors que pendant tout le roman, la librairie est le seul espace dans lequel les Frères Vigilants ne pénètrent pas. Cette fermeture symbolise donc une victoire des Frères Vigilants sur Boualem Yekker.

#### La solitude
Le lecteur suit tout le processus d'isolement de Boualem Yekker. L'auteur est dans les premières pages entouré de sa famille, de son ami Ali Elbouliga, de ses livres et auteurs favoris. Mais le régime s'immisce dans ses relations sociales et peu à peu l'isole. Les livres ne suffisent plus à l'aider à fuir cette Algérie radicale. Boualem entame alors une véritable introspection, un dialogue avec son subconscient qui fait émerger des souvenirs. C'est bel et bien cet effort de visualisation et de mémorisation qui le sauve de la violence continue du régime.

#### La violence
La violence n'est jamais évoquée seule mais fait toujours l'objet d'une comparaison. Elle est toujours opposée à la légèreté de l'enfance, la connaissance et la liberté. Toutefois cette jeunesse insouciante qui symbolise l'espoir tend de plus en plus vers l'islamisme. Ainsi, même l'enfance, qui au début du roman reste un rempart contre la violence des Frères Vigilants, se trouve contaminée par la brutalité du régime, ce qui ajoute une dimension de désespoir très profond à la description qui est faite ici. Cette idée se voit à travers l'épisode des jets de pierres d'une jeune fille, âgée de douze ans, sur la librairie de Boualem Yekker. Même ses enfants, Kenza et Kamel, sont victimes du salafisme religieux.
Le chapitre le plus violent reste celui du Tribunal Nocturne dans lequel Boualem fait un cauchemar. Son fils et d'autres Frères Vigilants le retiennent prisonnier. Il est seul et ligoté. Il en vient à tuer Kamel. Le champ lexical de la brutalité est alors omniscient.
La violence se voit dans les actes mais surtout dans les mots qui ne manquent pas de brutalité. À plusieurs reprises, Tahar Djaout évoque le mot « sang » et développe même le champ lexical de la guerre avec notamment le mot « champ de bataille ».

#### La vie / Le temps
Il ressort du roman une grande impression de lassitude, de vie fade. Boualem Yekker s'avère très nostalgique : il évoque la beauté de la vie et de ce qu’elle peut offrir, mais au passé, avec l'idée que depuis que les Frères Vigilants sont au pouvoir, tout ce qui en faisait la beauté a disparu. La question est : est-ce définitif ?
Cette impression est renfonorcée par le fait que le ce dernier est dans la deuxième moitié de sa vie, et que sa famille l'a quitté, le roman ressemble par endroits à un vaste bilan mélancolique d'une vie un peu fade.
Le temps est omniprésent dans l'ouvrage, presque comme un personnage, mais le roman reste caractérisé par la rupture temporelle de l'arrivée au pouvoir des Frères Vigilants « ce qui était la République, et qui se dénomme aujourd’hui la Communauté dans la foi.».

### Style
Dans son ouvrage, l'auteur fait preuve d'un style d'écriture qui mêle à la fois la poésie et le roman. Il écrit sans ponctuation. Il fait succéder ses mots avec un rythme saccadé. Les chapitres son courts, souvent descriptifs voire contemplatifs, notamment de la nature, comme le sont les poèmes. Le roman repose sur un algorithme simple : une focalisation interne (le lecteur est dans la tête de Boualem Yekker) mais un point de vue externe (le narrateur ne dit pas « Je »). L'auteur passe d'un lyrisme puissant à une réalité froide et violente. Le roman est perçu comme moderne. Le langage emprunté reste accessible.

## Réception et postérité

### Publication
Le roman est trouvé dans les affaires de l'auteur et est publié à titre posthume par les éditions du Seuil. Selon l'éditeur, Tahar Djaout a mis de côté les écueils d'un projet littéraire pour entreprendre l'écriture de ce manuscrit.

#### Choix du titre
Le titre de l’œuvre est issu d'une phrase du roman ; il a été choisi par l'éditeur.

### Enjeux
Dans le cadre de la guerre civile algérienne sont tués de nombreux intellectuels, notamment par ceux qui se réclament de l'islam politique (quelle que soit la mouvance spécifique) et qui désapprouvent l'opposition de ces personnes au mode de vie qu'ils prônent. C'est précisément cela, l'islam politique et sa mise en place aveugle et absolue, que critique Tahar Djaout, notamment dans le dernier été de la raison. Malgré ses positions laïques, il appartient aux Kabyles ; cependant il ne se revendique pas particulièrement de l'islam, et aucun texte ne le présente comme musulman.

#### Universalité du message
Le principal message du Dernier Été de la raison est un ferme rejet de l'intégrisme religieux et de l'islamisme, ainsi qu'un appel à la liberté de penser et à la culture comme voie de salut. Tous les thèmes abordés dans Le Dernier Été de la raison sont en fait des thèmes traités dans l'hebdomadaire Ruptures, et le roman n'est qu'une mise en garde de ce qui peut arriver si l'Algérie devient une nation islamique, ce qui est ce que souhaitent, entre autres, les membres du GIA. En effet, cette organisation terroriste islamiste a pour objectif de renverser le gouvernement algérien, pour le remplacer par un État islamique d'idéologie salafiste djihadiste. Et c'est exactement ce type d'État que Tahar Djaout fustige dans Le Dernier Été de la raison. Cependant, de par la non-dénonciation d'un régime spécifique (même si certains éléments de la dictature que subit Boualem Yekker ressemblent beaucoup à ce que recherche le GIA, Tahar Djaout dépasse la simple critique politique et atteint une certaine universalité. De plus, même si l'Islam constitue la toile de fond du roman, il n'est pas fustigé en tant que tel, ce qui accentue la dimension universelle du message.

#### Assassinat de Tahar Djaout
Avant même la publication de cet ouvrage, Tahar Djaout est assassiné ; on peut donc penser que ses assassins n'ont pas lu Le Dernier Été de la raison mais qu'ils sanctionnent l'auteur pour son engagement en général, peut-être pour son hebdomadaire Ruptures, lancé en 1992. Cependant, il est très intéressant de constater que ceux qui ont tué Tahar Djaout s'en justifient en utilisant les arguments dénoncés justement dans Le dernier été de la raison : il est accusé d'avoir « une plume redoutable », et d'avoir commis, par ses écrits, des « péchés de l’esprit ». C'est pour cette raison qu'il est attaqué par balle, le 26 mai 1993. Il est très difficile de déterminer qui est à l'origine de cet assassinat car l'enquête qui le suit fait montre de graves lacunes et d'une volonté de trouver les coupables très faible. On sait cependant qu'Abdelhak Layada, l'émir du GIA, avait donné l'ordre de le tuer et qu'une fatwa avait été lancée contre lui.

### Postérité

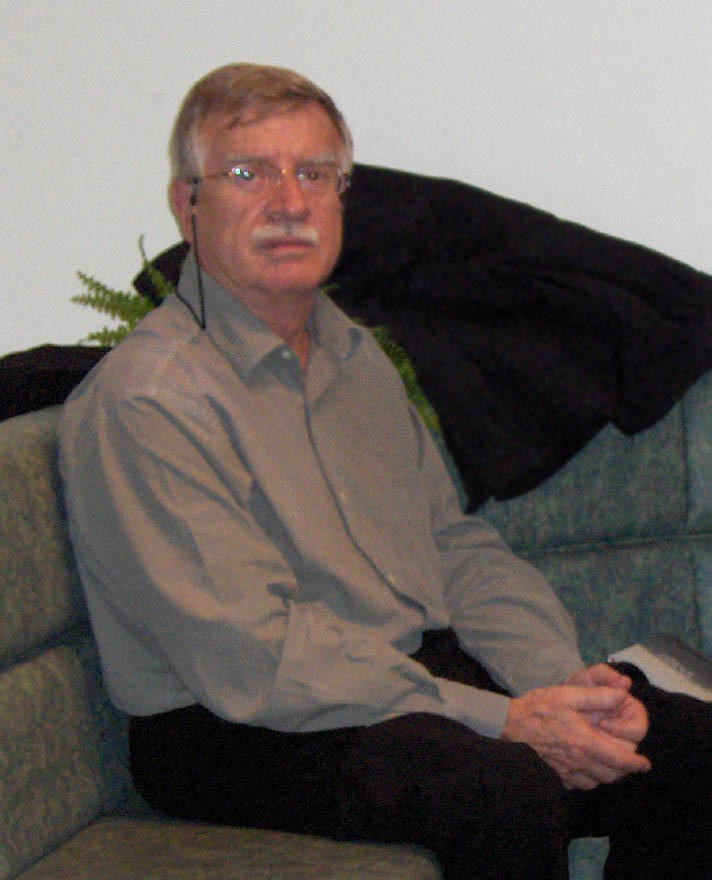
Louis Gardel

Au-delà du livre, Tahar Dajout est un auteur particulièrement populaire. Il est désigné comme le symbole de l'Algérie démocratique qui lutte contre l'intolérance notamment par Louis Gardel, son éditeur.
De son décès aux années 2018, les auteurs ne cessent de lui rendre hommage. Ils font de lui une figure de liberté et de militantisme.  D'ailleurs, pour Malika Kebbas, directrice du département français de l'École normale d'Alger, Le Dernier Été de la raison est « l'ultime geste de résistance de l'écrivain ». Le romancier était alors de « ceux qui défiant l’injonction, s’agrippent aux mots incontrôlés ». 
Dans la presse algérienne, les journalistes contemporains de Tahar Djaout dénoncent d'abord son comportement. Ils le considèrent comme « législateur », « gestionnaire », ou encore un « auxiliaire intellectuel du pouvoir ». Pour eux, « ces intellectuels [assassinés], ne symbolisent rien. Ils symbolisent une aliénation ».
Par la suite, la presse évolue. Les journalistes parlent alors de « l'Immense Tahar Dajout ». Selon cette même presse littéraire algérienne, il devait faire partie du Cercle des Poètes. Un musée a notamment vu le jour dans sa commune d'origine, Tizi-ouzou.
L'œuvre, quant à elle, fait l'objet de nombreuses thèses et articles. Elle est souvent étudiée, a posteriori, sous le prisme de l'engagement littéraire et de la place de la littérature dans le combat pour la liberté.

#### Monographies
- Emmanuel Boujou, L’engagement littéraire, Rennes, PUR, coll. « Interférences », 2005, 418 p. (lire en ligne).
- Tahar Djaout, Le dernier été de la raison, Paris, Editions du Seuil, 1999, 124 p..
- Abdelkabir Khatibi, Le roman maghrébin, Paris, Maspero, 1968.
- Luis Martinez, La guerre civile en Algérie, 1990-1998, Paris, Karthala, 1998, 436 p. (lire en ligne).
- Lila Oubira, Les Vigiles de Tahar DJAOUT : un roman moderne? (mémoire de master), Université  Abderrahmane Mira–Béjaia, 2017, 63 p. (lire en ligne).
- Boudjema Oumeddah, Etude de l’engagement chez Tahar Djaout à travers Le Dernier Eté de la raison : Essai d’analyse sémiotique (thèse), Tizi-Ouzou, Université Mouloud MAMMERI, 2012, 157 p. (lire en ligne).
- Benjamin Stora, La guerre invisible, Algérie, années 90, Paris, Presses de Sciences Po, coll. « La bibliothèque du citoyen », 2001, 128 p..

#### Chapitres et articles
- Arezki Aït-Larbi, « Assassinat de Tahar Djaout : un crime sans coupables », Algeria Watch,‎ décembre 2009.
- Moktar Attalah, « Situation de la littérature algérienne des années 90 », Algérie Littérature / Action, no 65,‎ juillet 2010.
- Dihia Belkhous, « L’entrecroisement entre Histoire, fiction et actualité dans Le Dernier Été de la raison », Aleph,‎ 2014, p. 105-114 (lire en ligne, consulté le 5 mars 2019).
- Christian Bernard, « MALI. Hollande "contre les terroristes" : avec Aqmi, il n'y a rien à négocier », L'Obs,‎ janvier 2013.
- Lama Serhan, Ali Chibani et Virginie Brinker, « Tahar Djaout, Le Dernier Eté de la raison », La plume francophone,‎ décembre 2006 (lire en ligne, consulté le 25 mars 2019).
- Jean-Claude Brulé et Jaques Fontaine, « Géographie de l'islamisme politique en Algérie : essai d'interprétation à partir des élections de 1990 et 1991 (Geography of political islamism in Algeria : interpretations from the 1990 and 1991 polls) », Bulletin de l'Association de Géographes Français,‎ 1997, p. 83-96 (lire en ligne, consulté le 22 mars 2019).
- Smaïl Hadj Ali et Mahjoub El Hamel, « Hommage à Tahar Djaout : l’assassinat des intellectuels par les terroristes islamistes », Maghreb-Machrek,‎ juillet 1993.
- Malika Kebbas, « Tahar Djaout, romancier du verbe libre », Recherches & Travaux, vol. Écrire en temps de détresse : le roman maghrébin francophone, no 76,‎ juillet 2010, p.47-54 (lire en ligne, consulté le 5 mars 2019).
- Mustapha Harzoune, « Cahiers du CISIA n° 1 consacré à Tahar Djaout », Hommes & Migrations,‎ 1993, p. 56-57.
- Daniel Maximin, « La poésie, une parole d’archipel entre solitude et fraternité (en hommage à Tahar Djaout) », dans Corinne Blanchaud et Cyrille François, Pour la poésie, Paris, Presses Universitaires de Vincennes, 2016, p. 25-30.
- Yacine Tassadit, Mustapha Harzoune et Louis Gardel, « Quatre écrivains kabyles : Jean Amrouche, Mouloud Mammeri, Mouloud Feraoun et Tahar Djaout », dans Homme et Migrations, Paris, Musée de l’histoire de l’immigration, 1987 (lire en ligne), p. 25-30.
- I. C. Tcheho, « À livre ouvert avec Tahar Djaout », dans Horizons maghrébins — Le droit à la mémoire, Toulouse, Presses Universitaires du Midi, 1987, p. 27-33.